# Metcalfia
Metcalfia es un género  de plantas herbáceas de la familia de las poáceas. Es originario de México.

## Etimología
El nombre del género fue otorgado en honor de C.R.Metcalfe, anatomista de la planta y el principal contribuyente a un conocimiento sistemático de la estructura de la hoja de las hierbas.

## Especies
- Metcalfia compacta
- Metcalfia mexicana